# Čunovo
Čunovo (em alemão: Sandorf; em húngaro: Dunacsún)  é um bairro de Bratislava, capital da Eslováquia. Está situado no distrito de Bratislava V, na região de Bratislava. Tem 18,62 km² de área e sua população em 2018 foi estimada em 1.501 habitantes.